# Лежен, Флорьян
Флорья́н Грегуа́р Клод Леже́н (фр. Florian Grégoire Claude Lejeune; 20 мая 1991, Париж, Франция) — французский футболист, центральный защитник клуба «Райо Вальекано».

## Клубная карьера
Лежен — воспитанник клуба «Ажде», за этот клуб провёл 3 игры и забил 2 мяча.
В 2009 году перешёл в клуб «Истр». 19 января 2010 года дебютировал за команду в матче против клуба «Генгам», выйдя в стартовом составе. 1 апреля 2011 года забил первый гол в матче против клуба «Гавр».

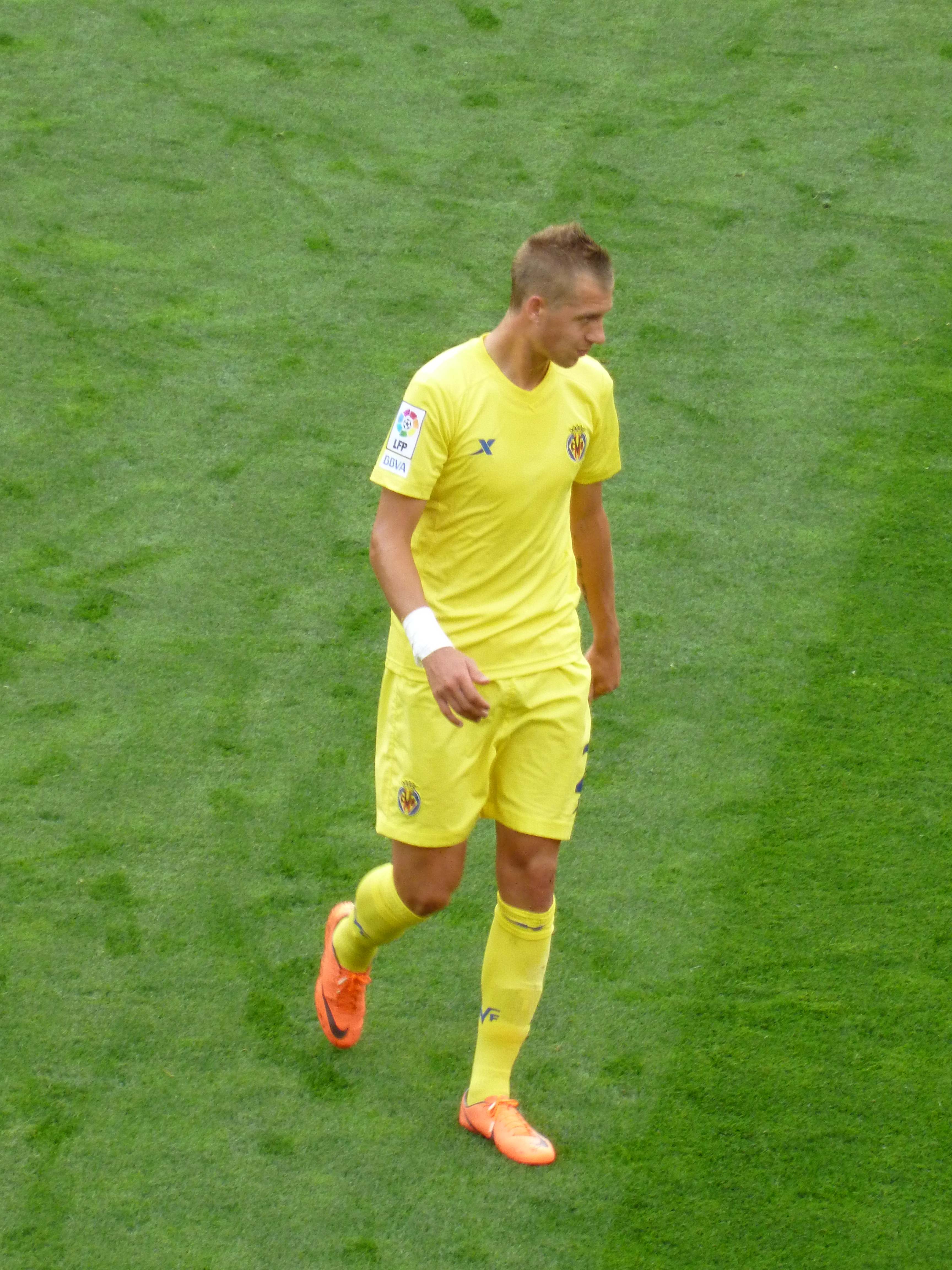
Лежен в игре за «Вильярреал B» в 2012 году.

7 июля 2011 года перешёл в испанский клуб «Вильярреал» за 1 миллион евро. 6 ноября 2011 года дебютировал за «жёлтую субмарину» в матче против клуба «Эспаньол». После двух сезонов, отыграв на поле 149 минут, отправился в аренду в клуб «Брест». 12 января 2013 года дебютировал за новую команду в матче против клуба «Эвиан». За «Брест» сыграл 21 матч.
После аренды в «Брест» был приобретён испанским клубом «Жирона». 24 августа 2014 года дебютировал за команду в матче против клуба «Расинг Сантандер». 8 февраля 2015 года забил первый гол в матче против клуба «Тенерифе».
28 августа 2015 года перешёл в английский клуб «Манчестер Сити», но сразу был отправлен в годовую аренду в «Жирону». В итоге, не сыграв ни одного матча за «горожан», был продан в «Эйбар», где отыграл один сезон. После этого был снова продан в Англию, на сей раз «Ньюкаслу». Сыграл 24 матча в сезоне 17/18, еще 12 в 18/19 и всего 6 в 19/20, который стал последним для Флориана в составе клуба. В итоге во время коронавирусной паузы был отдан в аренду в испанский «Депортиво Алавес». Дебютировал в матче с «Гранадой».

## Международная карьера
Играл за сборную Франции до 20 лет. Участвовал на чемпионате мира среди молодёжных команд в 2011 году, где французы заняли 4 место. Принял участие в матчах против сборной Нигерии и сборной Португалии.

## Статистика
| Сезон           | Клуб            | Дивизион        | Лига  | Лига | Кубок | Кубок | Континентальные | Континентальные | Всего | Всего |
| Сезон           | Клуб            | Дивизион        | Матчи | Голы | Матчи | Голы  | Матчи           | Голы            | Матчи | Голы  |
| --------------- | --------------- | --------------- | ----- | ---- | ----- | ----- | --------------- | --------------- | ----- | ----- |
| 2009/10         | Истр            | Лига 2          | 14    | 0    | 0     | 0     | 0               | 0               | 14    | 0     |
| 2010/11         | Истр            | Лига 2          | 28    | 3    | 2     | 0     | 0               | 0               | 30    | 3     |
| 2011/12         | Вильярреал      | Примера         | 2     | 0    | 0     | 0     | 0               | 0               | 2     | 0     |
| 2012/13         | Вильярреал      | Сегунда         | 3     | 0    | 0     | 0     | 0               | 0               | 3     | 0     |
| 2012/13         | Брест (аренда)  | Лига 1          | 10    | 0    | 1     | 0     | 0               | 0               | 11    | 0     |
| 2013/14         | Брест (аренда)  | Лига 2          | 10    | 0    | 1     | 0     | 0               | 0               | 11    | 0     |
| 2014/15         | Жирона          | Сегунда         | 40    | 5    | 0     | 0     | 0               | 0               | 40    | 5     |
| 2015/16         | Жирона (аренда) | Сегунда         | 13    | 1    | 0     | 0     | 0               | 0               | 13    | 1     |
| Всего в карьере | Всего в карьере | Всего в карьере | 120   | 9    | 4     | 0     | 0               | 0               | 133   | 9     |